# Naves espaciales militares en la ciencia ficción
Las naves espaciales militares ficticias son naves espaciales que desempeñan un rol similar a sus equivalentes contemporáneas marinas (y que incluso tienen nombres que proceden de ellos cómo crucero, destructor, etc.), y que a menudo se encuentran en obras de ciencia ficción, aunque alguna vez se hayan usado naves espaciales auténticas con propósitos militares. Sus características varían mucho según la obra: desde naves lentas que combaten separadas por grandes distancias, y usando armas de largo alcance hasta naves rápidas y maniobrables que combaten a distancias relativamente cortas, utilizando armas sin sistemas de guiado.

## Similitudes con los acorazados históricos
Las técnicas de combate de las naves espaciales militares a veces están basadas en las equivalentes utilizadas por los barcos de guerra, sobre todo las empleadas durante la Primera Guerra Mundial y la Segunda Guerra Mundial:
- Uso de armamento primario en vez de armamento de menor potencia más disperso, y diversas tácticas para utilizarlo de la manera más destructiva posible.

- Debido a su lentitud (al menos en lo relativo a su aceleración) y poca maniobrabilidad, se justifica la existencia del caza espacial: una nave pequeña, rápida, y maniobrable equivalente en el espacio y en muchos aspectos de un avión de caza.

- Compensan su lentitud y tamaño con una gran resistencia que les permite por ejemplo aguantar impactos de armas nucleares.

- Tener dotaciones de cientos o miles (ó incluso más) de tripulantes.

- Finalmente, en la serie Space Battleship Yamato no sólo el famoso barco del mismo nombre es reflotado y convertido en nave espacial, sino que otros acorazados terrestres comparten un diseño similar al de sus equivalentes marinos, con puente de mando, torretas principales y secundarias, etc.

## El crucero de combate en la ciencia ficción
En general, en la ciencia ficción, el término crucero de combate (ó crucero de batalla) tiene poco que ver con el buque de guerra del mismo nombre. Habitualmente se utiliza para una nave de guerra mucho más similar a los acorazados rápidos de la Segunda Guerra Mundial: una nave grande, rápida, muy bien armada, y resistente, capaz tanto de resistir grandes cantidades de daño cómo de causarlo (a diferencia de los cruceros de combate históricos de la Primera Guerra Mundial, que tenían mandíbulas de cristal).